# Paraclius trisetosus
Paraclius trisetosus är en tvåvingeart som beskrevs av Octave Parent 1933. Paraclius trisetosus ingår i släktet Paraclius och familjen styltflugor. Inga underarter finns listade i Catalogue of Life.